# 吉野伝治
吉野 伝治（よしの でんじ、1871年11月22日 - 1940年2月3日）は、千葉県出身の日本の実業家。
東武鉄道の支配人を経て取締役となり、東武鉄道に関連する様々な企業の社長を歴任し最後は東武鉄道の第2代社長となったが、就任15日で死去した。

## 経歴
明治4年10月10日（グレゴリオ暦1871年11月22日）、千葉県長生郡土睦村（現在の睦沢町）の粒良市郎右衛門の次男として生まれた。1887年（明治20年）、千葉中学校を卒業した後、第一高等中学校に進学。同年、夷隅郡東村（大原町を経て、現在のいすみ市）の名士であった吉野忠吾の養嗣子となった。1893年（明治26年）7月の第一高等中学校卒業者一覧には「粒良伝治（吉野伝治）」の記載がある。
東京帝国大学電気工学科に進学するが、当時は日清戦争および戦後の好景気があり、3年次ではほとんど授業を受けずに当時注目されていた水力発電の実地調査を行っていたという。1896年（明治29年）3月に卒業後、最初は郡山水力電気に入社し猪苗代湖における水力発電の設計に従事していたが、特別高圧に関する法規定が未整備であったことから事業化の見通しが危ぶまれ、1897年10月に電気技師として山陽鉄道に転職、汽車課に勤務した。1902年（明治35年）には養父の希望もあり、山陽鉄道を辞職して出身地の房総鉄道に転職し専務取締役となった。
1905年（明治38年）4月に根津嘉一郎が東武鉄道の社長に就任すると、鉄道の専門家である吉野を説得して引き抜き、吉野は東武鉄道の支配人となった。1907年（明治40年）には取締役会の増員によって取締役に就任した。以降、東武鉄道取締役会の一角を占め続けた。
1912年（大正元年）、太田軽便鉄道会社の社長に就任した。直後に合併を前提として未開通区間の工事に入り、翌1913年に太田軽便鉄道は東武桐生線となった。
1917年（大正6年）には、吉野家の家督を継いだ。
1920年（大正9年）、千葉貯蓄銀行（千葉銀行の前身のひとつ）の発起人となり、創立とともに頭取に就任した。
1923年（大正12年）には東武鉄道の専務取締役、1925年（大正14年）には（社長を兼ねない）代表取締役となった。1927年（昭和2年）、東武の系列会社である越生鉄道の初代社長となり死去まで務めた。1933年にはやはり系列のバス会社である毛武自動車（現在の東武バスの前身）の社長に就任し、こちらも死去までその任にあった。1937年（昭和12年）から2年間、東京湾汽船の第9代社長を務めた。
1940年（昭和15年）1月4日、東武鉄道の初代社長であった根津が死去すると、同月20日の取締役会で吉野の社長就任が決まった。しかし同月27日には風邪で自宅療養となり、社長就任からわずか15日後の2月3日、数え70で没した。

## 人物
東武鉄道の経営に関して、社長は根津嘉一郎だが現業部門の経営は吉野が仕切っているとの評価が当時の新聞・雑誌で見られる。根津嘉一郎はいわゆる甲州財閥であるものの、吉野が千葉県出身でありながら根津の信頼を得て重用されている点が注目され、さらに根津幕下の三羽烏という表現も見られる。

## 家族
- 妻・とみ（1877年4月生） - 吉野忠吾の次女
- 長男・忠一（1898年11月-1933年7月25日）- 京都帝国大学工科電気科卒、工学士。沖電気勤務[26]。病死[27]。
- 長男の妻・いよ - 元鉄道省官僚であった小平保蔵の娘。忠一との間に2女。
- 次男・省治（1901年1月28日[28] - 1976年10月19日[29]）- 千葉県立千葉中学校[4]から第八高等学校[30]を経て東京大学法学部卒業、法学士。ロンドン大学に留学し経済学を学んだ[30]後、東亜燃料工業に入社。同社常務、東燃石油化学社長を歴任。
- 三男・雄輔（1903年7月生）
- 四男・協四郎（1905年12月生）
- 五男・徳五郎（1907年9月8日 - 2008年9月1日） - 千葉県立千葉中学校[4]を経て京都大学経済学部卒。穴水嘉三郎の養子となり、穴水商店社長[31]。享年101歳。
- 六男・新六（1911年3月生）- 九州大学農学部卒、農学士。九州大学助手を経て、農林省入省[32]。
- 長女・美恵（1913年5月生）
- 七男・平八郎（1915年8月2日 - 2008年1月4日）- 千葉県立千葉中学校[4]を経て京都大学法学部卒業後、陸軍に入隊。終戦後は東武鉄道に入社し[33]経理部長、常務取締役、専務取締役を歴任。1985年5月27日に東武百貨店社長に就任[34]し、1990年5月に退任。独協学園理事長も務めた。